# Скорая медицинская помощь

Эмблема «скорой помощи» в России

Эмблема некоторых представительств частной «скорой помощи» в России

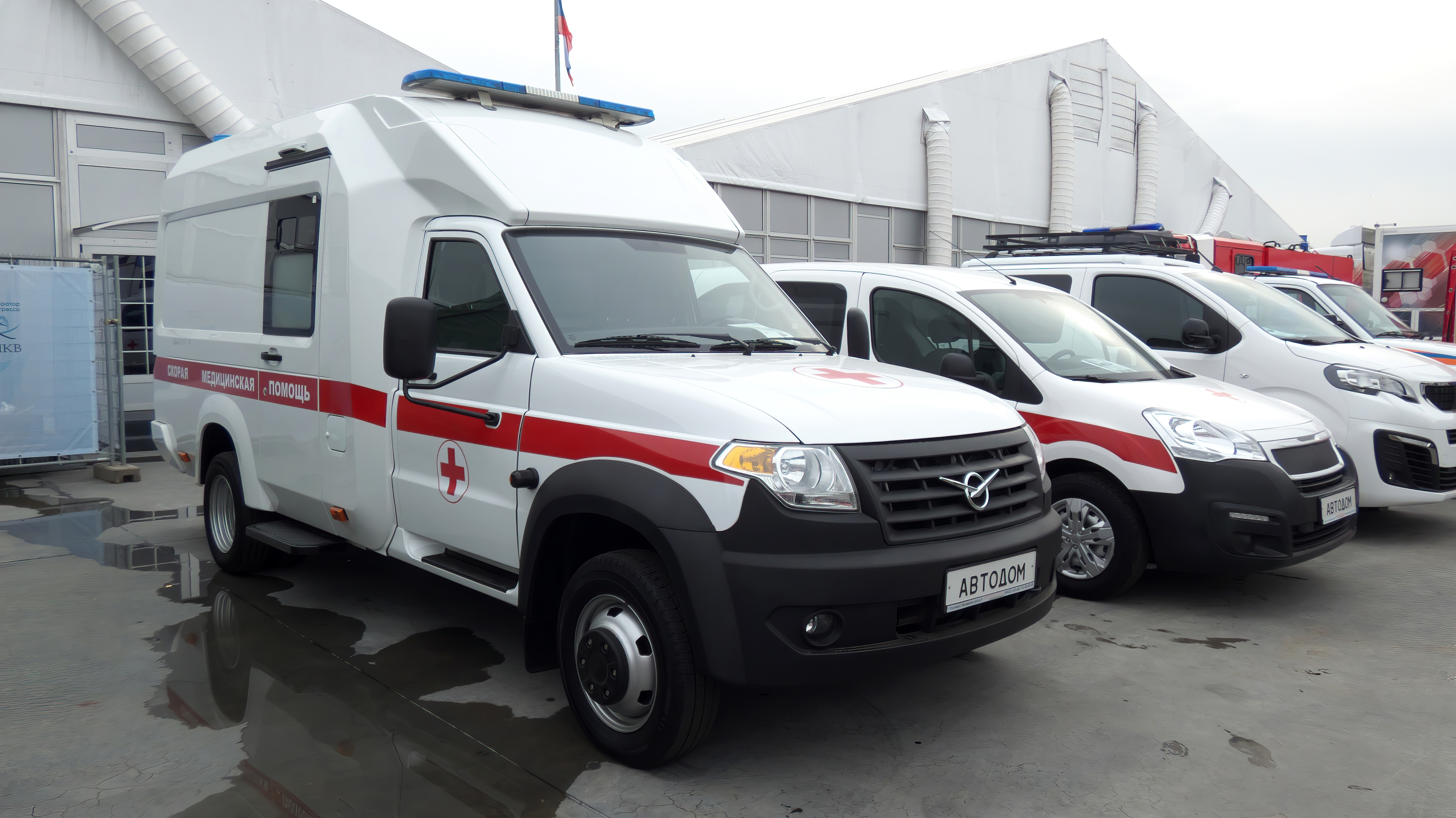
«Скорая помощь» повышенной проходимости в России

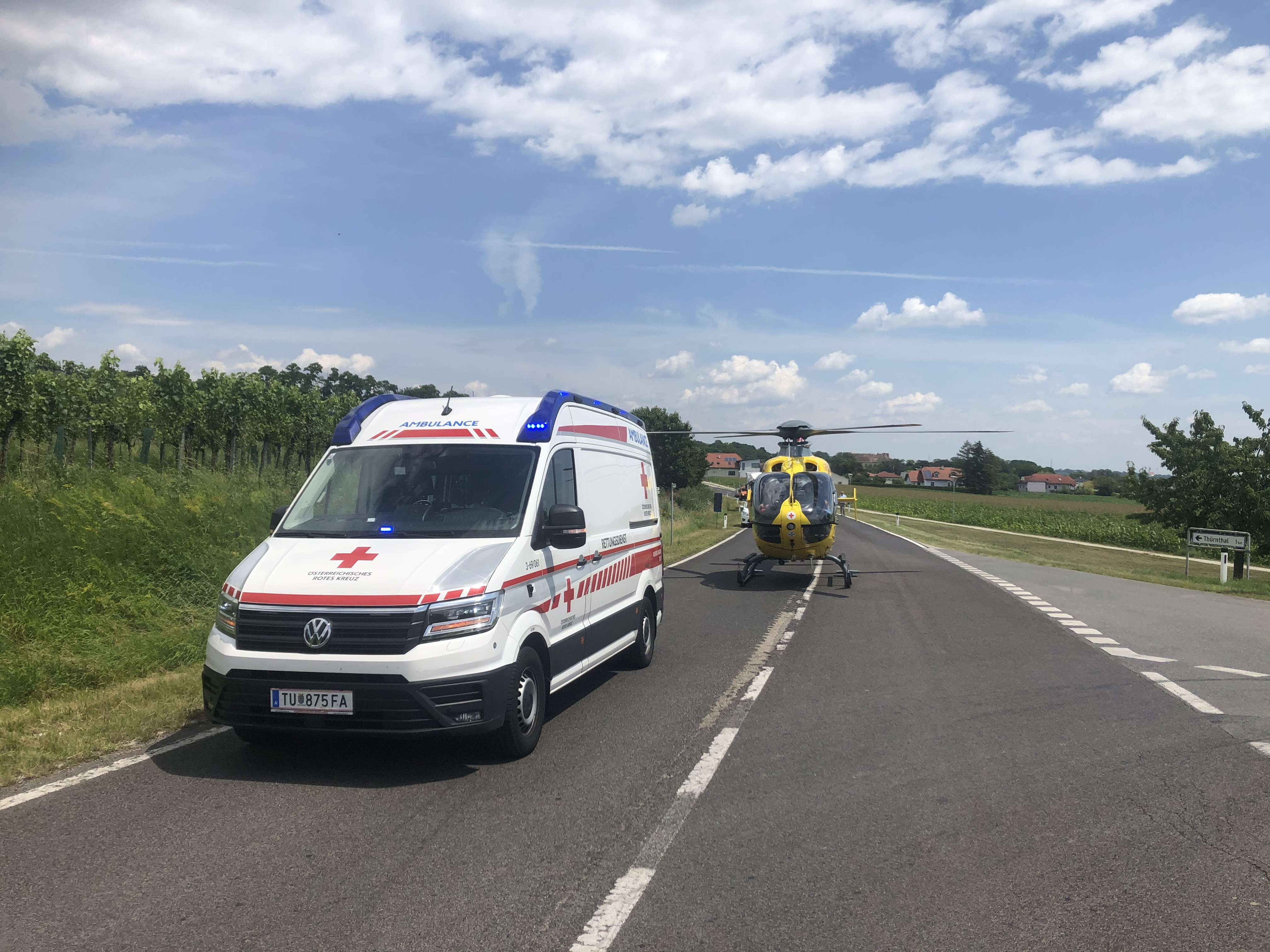
Автомобиль и вертолёт «скорой помощи», Австрия

Эмблемы службы «скорой помощи» в разных странах мира

Ско́рая медици́нская по́мощь (СМП) — вид медицинской помощи, оказываемой гражданам при заболеваниях, несчастных случаях, травмах, отравлениях и других состояниях, требующих срочного медицинского вмешательства. Вызов экстренной помощи доступен по номеру «112» на территории Российской Федерации (или «103»), в странах ЕС, в Исландии, Лихтенштейне, Норвегии, Швейцарии и странах СНГ.
Главной задачей службы скорой медицинской помощи помощи является транспортировка пациента в соответствующее лечебное учреждение в течение приемлемого промежутка времени. При этом в различных странах служба скорой медицинской помощи организована по-разному. Так, в США, за редким исключением, бригады скорой помощи лишь парамедицинские — их задачей является только оказание неотложной помощи на месте и транспортировка пациентов в приемное отделение стационара. При этом в США служба скорой помощи обычно является платной: например, в Вашингтоне средняя стоимость вызова скорой помощи на дом и поездки в стационарное медучреждение в 2013 году составляла от 400 до 700 долларов (эта сумма частично может покрываться медицинской страховкой). При этом для престарелых граждан, подпадающих под социальные программы, предусмотрены значительные скидки, доходящие до 80 процентов. В КНР услуги службы скорой помощи также являются платными. Европейская модель скорой помощи (а также модель, действующая в Израиле) предполагает существование как парамедицинских, так и врачебных бригад. При этом, например, в Италия в службе скорой помощи, как правило, работают лишь волонтеры, прошедшие обучение на полугодичных курсах, главной задачей которых является довезти пациента до больницы. В Великобритания из-за дорожных заторов служба скорой помощи в некоторых случаях использует не автомобили, а велосипеды.

## История

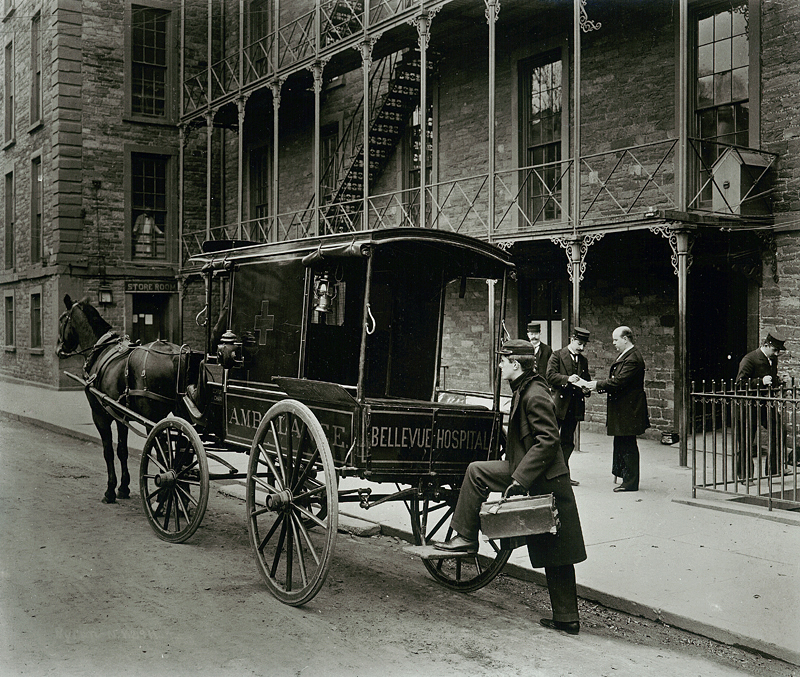
Карета скорой помощи перед больницей Бельвью в Нью-Йорке, 1895

Начало развития, зачатки, попытки оказания первой помощи относятся к эпохе раннего средневековья. К самому древнему учреждению, оказывавшему первую помощь, можно отнести «ксендохий» — приют для путешественников, бедных и больных. В отличие от пандохейонов и митат, предоставлявших свои услуги на платной основе и имеющих исключительно светский характер, ксенодохии являлись филантропическими учреждениями, основанными на принципах христианского гостеприимства. Уже на этом этапе «больного доставляли к врачу», а не как позднее — «врача к больному». Прообраз СМП также усматривают в деятельности госпитальеров. Первые оборудованные станции скорой помощи были созданы в 1417 году в Нидерландах вследствие наличия в ней множества каналов и большого числа утопающих. Основной задачей станций было спасение тонущих и оказание им помощи. В 1769 году подобные станции были открыты в Гамбурге. Приблизительно в это время были основаны станции в Париже и Лондоне.
В 1792 году, находясь на Рейнском фронте, французский врач Жан Доминик Ларрей, наблюдая за страданиями нуждавшихся в медицинской помощи раненых воинов и за действиями военных медиков, впервые в мировой практике провел полную реорганизацию эвакуации раненых с поля боя и системы их лечения (впоследствии за это его назвали «отцом скорой помощи»). Эта система впервые была опробована в битве при Лимбурге и прекрасно себя зарекомендовала.
В 1876 году в Париже были организованы ночные пункты при полицейских участках для больных и пострадавших на участке в ночное время. К пациенту направлялись три человека: тот, кто вызывал врача, врач и полицейский. На обратном пути полицейский сопровождал врача до дома и выдавал ему чек для получения гонорара.
Пусковым моментом к возникновению скорой помощи как самостоятельного учреждения был пожар в венском Рингтеатре, случившийся 8 декабря 1881 года. Это происшествие, принявшее грандиозные размеры, в результате которого погибло 479 человек, представляло ужасающее зрелище. Перед театром на снегу валялись сотни обожженных людей, многие из которых получили различные травмы во время падения. Пострадавшие свыше суток не могли получить никакой медицинской помощи, несмотря на то, что Вена в то время обладала множеством первоклассных и хорошо оснащённых клиник. Вся эта ужасная картина совершенно потрясла находившегося на месте происшествия профессора-хирурга Яромира Мунди, который оказался беспомощным перед лицом катастрофы. Он не мог оказать действенной и подобающей помощи беспорядочно лежащим на снегу людям. На следующий же день доктор Я. Мунди приступил к созданию Венского добровольного спасательного общества. Граф Ганс Вильчек (нем. Johann Nepomuk Graf Wilczek) пожертвовал новосозданной организации 100 тысяч гульденов. Этим Обществом были организованы пожарная, лодочная команды и станция скорой медицинской помощи (центральная и филиал) для оказания срочной помощи пострадавшим от несчастных случаев. В первый же год своего существования Венская станция скорой помощи оказала помощь 2067 пострадавшим. В составе бригады работали врачи и студенты медицинского факультета.
Вскоре, подобно Венской, была создана профессором Фридрихом Эсмархом станция в Берлине. Деятельность этих станций была настолько полезной и необходимой, что за короткий период в целом ряде городов европейских государств стали возникать подобные станции. Венская станция играла роль методического центра.
В июне 1887 года в Лондоне была основана бригада скорой помощи Святого Иоанна. Она должна была оказывать первую помощь на городских массовых мероприятиях.

### Российская империя / СССР

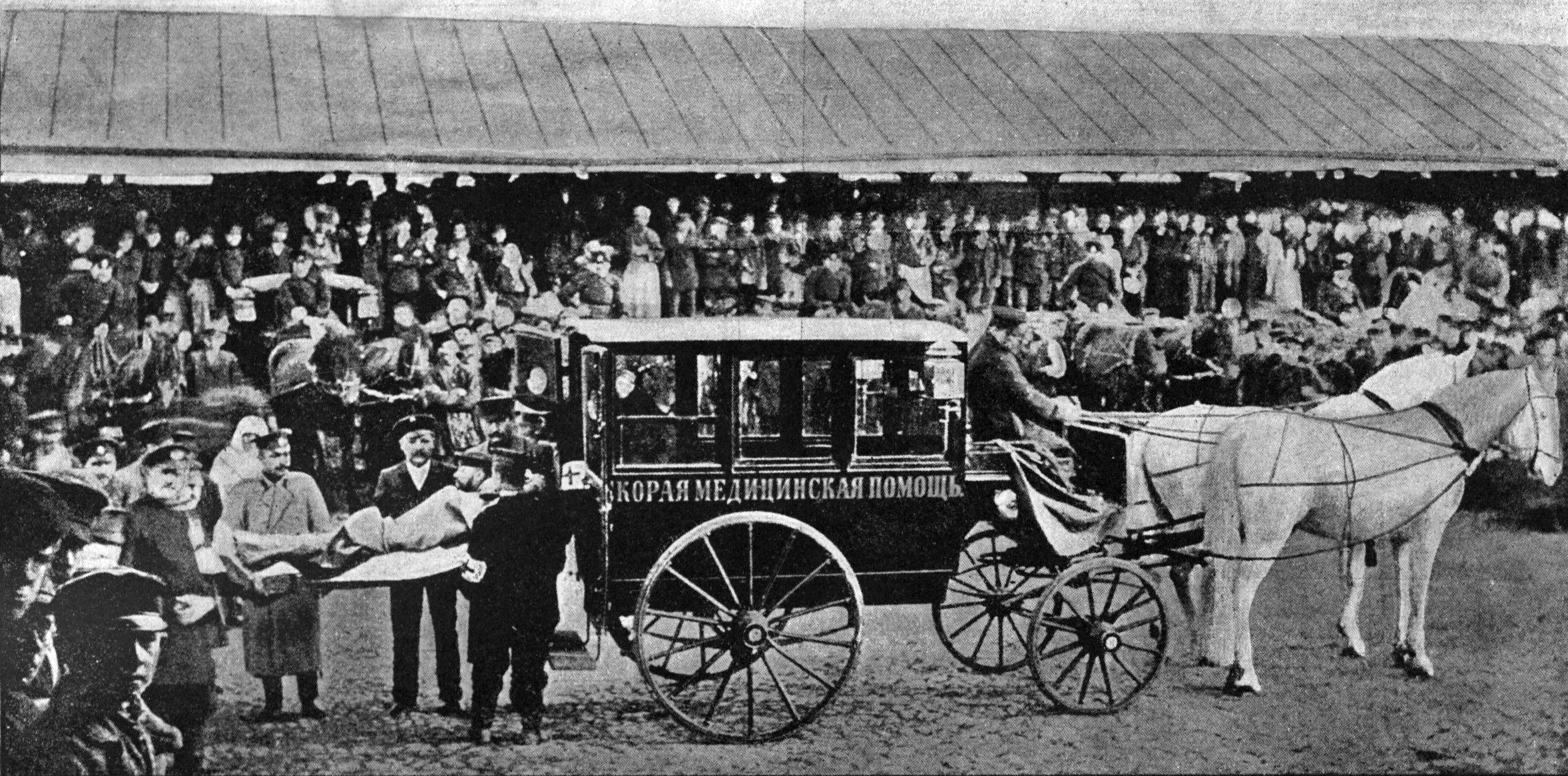
Карета скорой помощи в Москве. 1904 год

В Российской империи первая станция скорой помощи возникла в 1897 году в Варшаве. Затем примеру Варшавы последовали города Лодзь, Вильна, Киев, Одесса, Рига. Чуть позднее станции скорой помощи стали открываться в Харькове, Санкт-Петербурге и Москве.
Появление карет скорой помощи на московских улицах можно отнести к 1898 году. До этого времени пострадавших, которые обычно подбирались полицейскими, пожарными, а иногда и извозчиками, доставляли в приемные покои при полицейских домах. Необходимый в таких случаях медицинский осмотр на месте происшествия отсутствовал. Часто люди с тяжёлыми телесными повреждениями часами находились без надлежащей помощи в полицейских домах. Сама жизнь требовала создания карет скорой помощи.
В Москве две первые кареты скорой помощи появились при полицейских частях в апреле 1898. Кареты были закуплены на частные пожертвования купчихи А. И. Кузнецовой. Она же финансировала работы Станций на первых порах.
13 июня 1898 года в истории Москвы случилась первая катастрофа, обслуженная скорой помощью. На Иерусалимском проезде, в доме Суровцева, упала строящаяся каменная стена. Было девять пострадавших. Выезжали обе кареты. Всем пострадавшим была оказана первая помощь, пять из них были госпитализированы.
В первые годы своего существования скорая помощь была обязана принимать вызовы в первую очередь к пьяным, находящимся «в бесчувствии». Остальных же надлежало доставлять в приёмные покои на извозчиках.
В Санкт-Петербурге первые 5 станций Скорой помощи были открыты 7 марта 1899 года по инициативе доктора-хирурга Н. А. Вельяминова.
Станция Скорой помощи в Одессе, которая начала свою работу 29 апреля 1903 года, была создана также по инициативе энтузиастов на средства графа М. М. Толстого и отличалась высоким уровнем продуманности в организации помощи.
Для Перми этот день наступил 9 февраля 1911 года. О том, что в городе учредили круглосуточное дежурство врачей и фельдшеров, читателям сообщила газета «Пермские губернские ведомости». «Скорая помощь, — писала газета, — подаётся всякому, кто внезапно заболел или пострадал от несчастного случая: перелом, вывих, когда только кто-либо поранен, пострадавших от угара, ожога, ушибов, припадков, кровотечений, отравлений». Так началась история пермской службы скорой помощи. В городе круглосуточно работала всего одна бригада в составе одного врача и одного фельдшера.
Долгое время скорая помощь Перми находилась в подчинении Областной больницы. Только лишь в 1935 году её выделили в самостоятельное медицинское учреждение. Первым руководителем, или директором, как его тогда называли, стал врач Н. И. Горшков. При нём на станции появились первые автомобили.
Интересно, что уже с первых дней работы Московской Скорой сформировался тип бригады, который дожил с небольшими изменениями до наших дней — врач, фельдшер и санитар. На каждой Станции было по одной карете. Каждая карета была оснащена укладкой с медикаментами, инструментарием и перевязочным материалом. Право вызова скорой помощи имели только официальные лица: полицейский, дворник, ночной сторож.
С начала XX века город частично субсидирует работу Станций скорой помощи. К середине 1902 года Москва в пределах Камер-Коллежского вала обслуживалась 7 каретами скорой, которые располагались на 7 станциях — при Сущевском, Сретенском, Лефортовском, Таганском, Якиманском и Пресненском полицейских участках и Пречистенском пожарном депо. Радиус обслуживания ограничивался пределами своей полицейской части. Первая карета для перевозки рожениц в Москве появилась при родильном приюте братьев Бахрушиных в 1903 году. И, тем не менее, имеющихся сил не хватало для обеспечения растущего города.
В Санкт-Петербурге каждая из 5 станций скорой помощи была снабжена двумя пароконными экипажами, 4 парами ручных носилок и всем необходимым для подачи первой помощи. При каждой станции дежурило два санитара (дежурных врачей не было), задачей которых была транспортировка пострадавших на улицах и площадях города в ближайшую больницу или квартиру. Первым заведующим всеми станциями первой помощи и руководителем всего дела подачи первой помощи в С.-Петербурге при комитете общества Красного Креста был Г. И. Турнер.
Через год после открытия станций (в 1900 году) возникла Центральная станция, а в 1905 году была открыта 6-я станция первой помощи. К 1909 году организация первой (скорой) помощи в Санкт-Петербурге представлялась в следующем виде: Центральная станция, направлявшая и регулировавшая работу всех районных станций, она же принимала все вызовы на оказание скорой помощи.
В 1912 году группа врачей из 50 человек изъявила согласие безвозмездно выезжать по вызову Станции для оказания первой помощи.
С 1908 года энтузиастами-добровольцами на частные пожертвования учреждено Общество скорой медицинской помощи. Несколько лет Общество безуспешно пыталось переподчинить себе полицейские станции скорой помощи, считая их работу недостаточно эффективной. К 1912 году в Москве Обществом Скорой помощи на собранные частные средства куплен первый санитарный автомобиль, оборудованный по проекту доктора Владимира Петровича Поморцова, и создана Долгоруковская станция скорой помощи.
Работали на станции врачи — члены Общества и студенты медицинского факультета. Помощь оказывалась в общественных местах и на улицах в радиусе Земляного вала и Кудринской площади. Точное название шасси, на котором базировалась машина, неизвестно.
Вполне вероятно, что машину на шасси La Buire создала Московская экипажно-автомобильная фабрика П. П. Ильина — известная качественной продукцией фирма, располагавшаяся в Каретном ряду с 1805 года (после революции — завод «Спартак», на котором собирались впоследствии первые советские малолитражки НАМИ-1, сегодня — ведомственные гаражи). Эта компания отличалась высокой культурой производства и монтировала кузова собственного производства на импортных шасси — Berliet, La Buire и других.
В Санкт-Петербурге в 1913 году были приобретены 3 санитарных автомобиля фирмы «Адлер» (Adler Typ K или KL 10/25 PS) и была открыта автомобильная станция скорой помощи на Гороховой, 42. В течение года Станция выполнила 630 вызовов. С началом Первой мировой войны персонал и имущество Станции были переданы военному ведомству и функционировали в его составе. В дни Февральской революции 1917 года был создан отряд скорой помощи, из которого вновь была организована Скорая помощь и санитарный транспорт.
18 июля 1919 года коллегия врачебно-санитарного отдела Московского совета рабочих депутатов под председательством Николая Александровича Семашко рассмотрела предложение бывшего врачебного губернского инспектора, а ныне врача почтамта В. П. Поморцова (кстати, автора первого русского санитарного автомобиля — городской кареты скорой помощи образца 1912 года), приняла решение об организации Станции скорой медицинской помощи в Москве. Доктор Поморцов и стал первым заведующим станцией.
Под помещения для станции были выделены три комнаты в левом крыле Шереметьевской больницы (ныне НИИ скорой помощи имени Склифосовского).
Первый выезд состоялся 15 октября 1919 года. В те годы гараж располагался на Миусской площади, и при поступлении вызова машина сперва забирала врача с Сухаревской площади, а потом двигалась к больному.
Скорая помощь обслуживала тогда только несчастные случаи на фабриках и заводах, улицах и в общественных местах. Оснащена бригада была двумя ящиками: терапевтическим (в нём хранились медикаменты) и хирургическим (набор хирургических инструментов и перевязочный материал).
В 1920 году В. П. Поморцов был вынужден оставить работу на скорой из-за болезни. Станция скорой помощи стала работать на правах отделения больницы. Но имевшихся мощностей было явно недостаточно для обслуживания города.
С 1 января 1923 года Станцию возглавил А. С. Пучков, до этого проявивший себя как незаурядный организатор на посту руководителя Горэвакопункта (Центропункта), занимавшегося борьбой с грандиозной эпидемией сыпного тифа в Москве. Центропункт координировал развертывание коечного фонда, организовывал перевозку больных сыпным тифом в перепрофилированные больницы и бараки.
Первым делом Станция была объединена с Центропунктом в Московскую станцию скорой медицинской помощи. С Центропункта была передана вторая автомашина.
Для целесообразного использования бригад и транспорта, выделения действительно угрожающих жизни состояний из потока обращений на Станцию, была введена должность старшего дежурного врача, на которую назначались профессионалы, умевшие быстро ориентироваться в обстановке. Должность сохраняется до сих пор.
Двух бригад, конечно, было явно недостаточно для обслуживания Москвы (в 1922 году обслужено 2129 вызовов, в 1923 — 3659), но третью бригаду смогли организовать только в 1926 году, четвертую — в 1927. В 1929 году при четырёх бригадах обслужено 14762 вызова. Пятая бригада стала работать с 1930 года.
В 1931 город Москва была выделена из области в самостоятельную административно-хозяйственную единицу, и началась свободная деятельность скорой Подмосковья. В том же году было принято постановление ЦК ВКП (б) «О московском городском хозяйстве и развитии городского хозяйства в СССР».
Как уже было сказано, в первые годы существования скорая помощь в Москве обслуживала лишь несчастные случаи. Заболевших дома (независимо от тяжести) не обслуживали. Пункт неотложной помощи для внезапно заболевших на дому был организован при Московской скорой в 1926 году. Врачи выезжали к больным на мотоциклах с колясками, затем на легковых автомобилях. Впоследствии неотложная помощь была выделена в отдельную службу и передана под начало районных отделов здравоохранения.
С 1927 года на Московской скорой работает первая специализированная бригада — психиатрическая, выезжавшая к «буйным» больным. В 1936 году эта служба передана в специализированный психприёмник под руководство городского психиатра.
К 1941 году Ленинградская станция скорой медицинской помощи насчитывала в своем составе 9 подстанций в различных районах и располагала парком в 200 автомашин. Район обслуживания каждой подстанции составлял в среднем 3,3 км. Оперативное управление осуществлялось персоналом центральной городской станции.

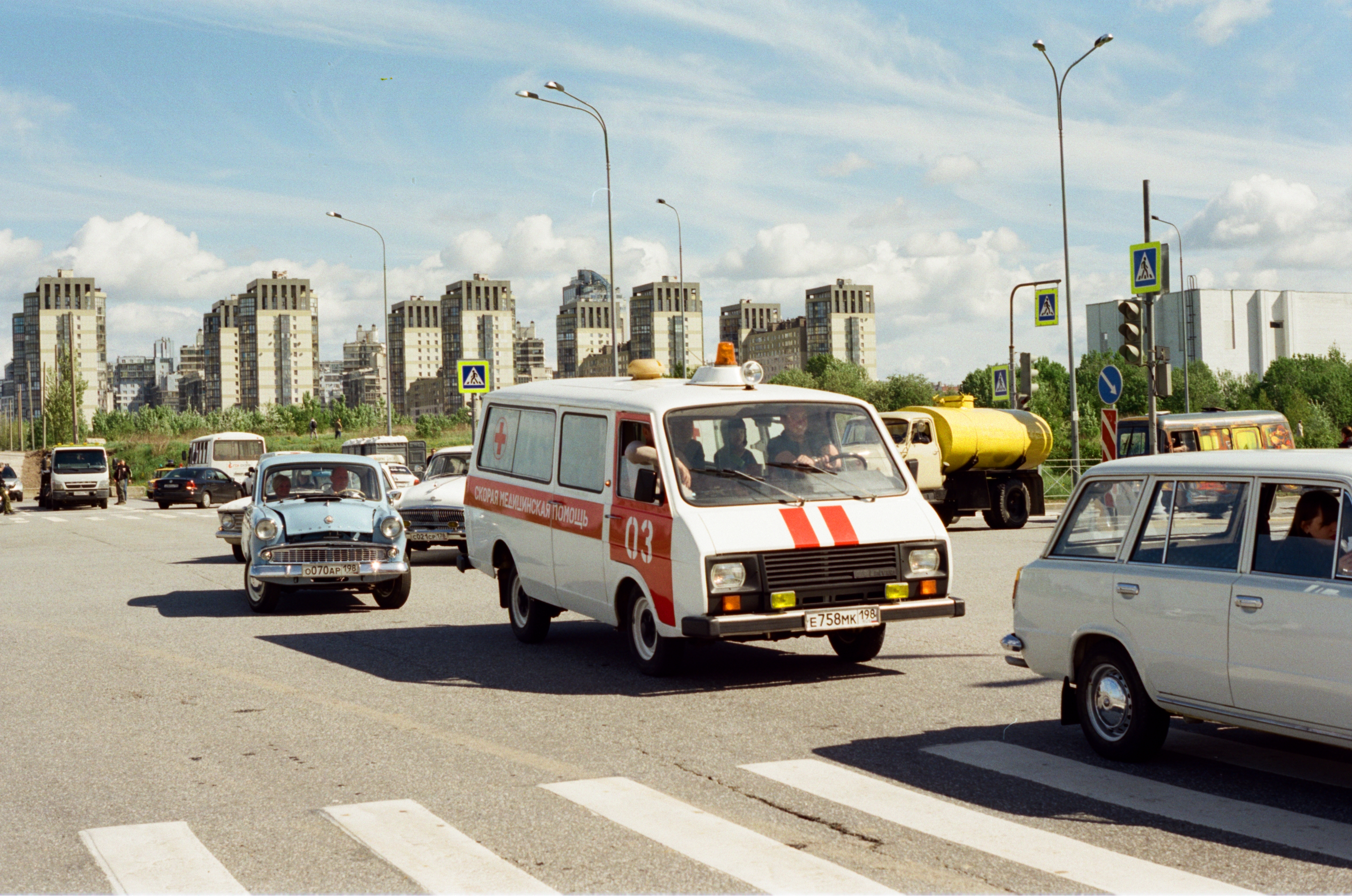
РАФ-2203 — основная машина скорой помощи СССР в 1980—1990-е годы

В некоторых городах в начале 1980-х годов использовались алгоритмы действий персонала СМП .

## Служба скорой медицинской помощи в России XXI века
В России оказание скорой медицинской помощи осуществляют станции скорой медицинской помощи или отделения при больницах в городах и сельской местности. Станции скорой медицинской помощи организуют в городах, районных центрах с населением свыше 50 тысяч являются самостоятельными лечебно-профилактическими учреждениями или входят в состав городских больниц скорой медицинской помощи на правах структурного подразделения. В городах с меньшей численностью населения имеются отделения скорой медицинской помощи при городских, районных и других больницах. В отдалённых и труднодоступных районах скорая медицинская помощь оказывается также в ряде случаев силами отделений экстренной и плановой консультативной медпомощи областных (краевых) больниц.

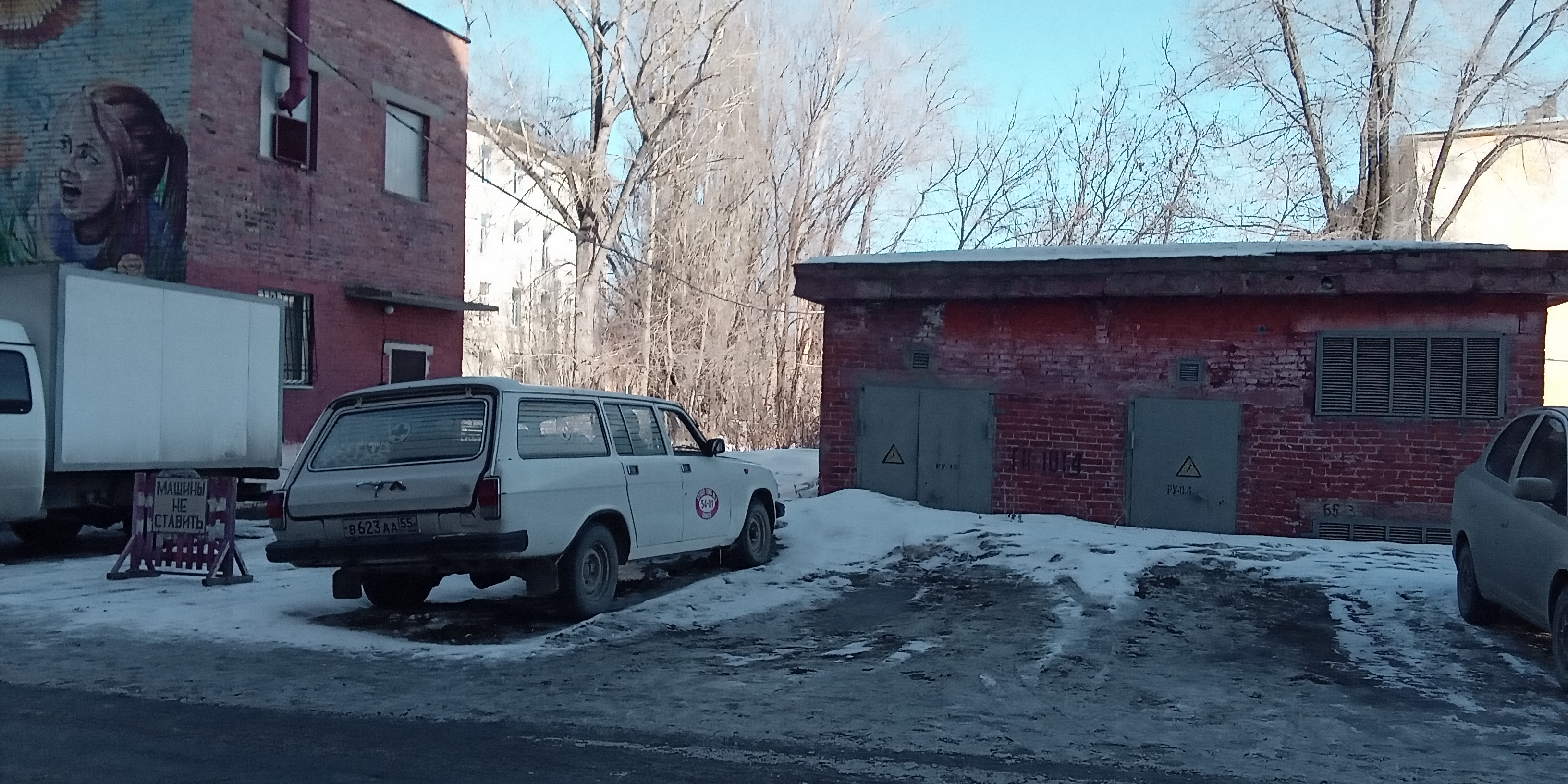
Медицинский автомобиль в Омске

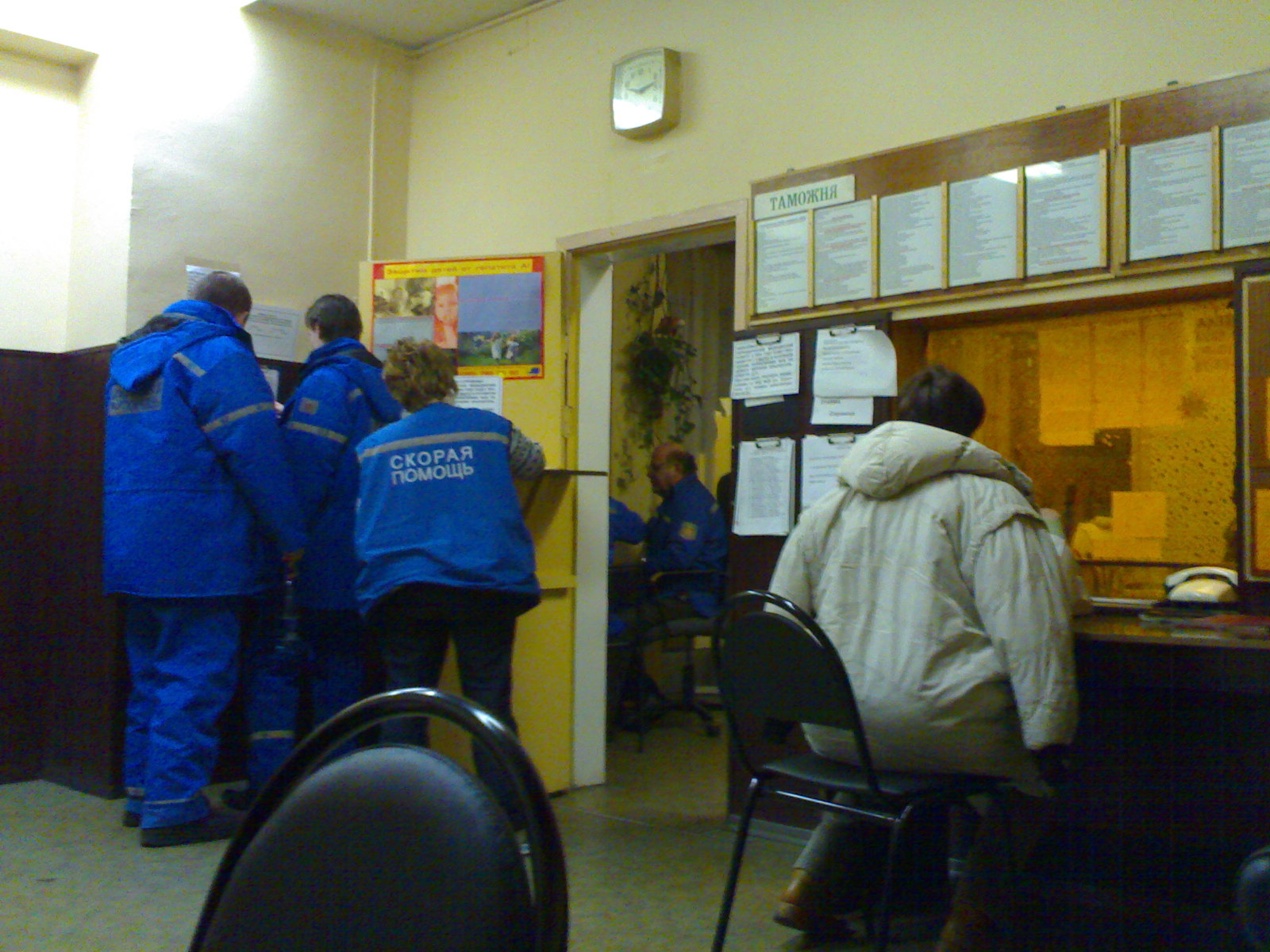
Станция скорой помощи в Москве

Согласно нормативам, все станции скорой помощи подразделяются на категории.
Станцию, выполняющую от 75 тысяч и более вызовов в год, считают станцией первой категории, от 50 тысяч до 75 тысяч — второй категории, от 25 тысяч до 50 тысяч — третьей категории и от 10 тысяч до 25 тысяч — четвёртой категории.
Станции первой и второй категорий являются самостоятельными учреждениями и в своей работе подотчётны непосредственно муниципальному (городскому) органу здравоохранения. Станции третьей и четвёртой категорий организуют при крупных городских и центральных районных больницах и работают на правах отделений этих лечебно-профилактических учреждений.

### Общая характеристика
Характерными чертами, принципиально отличающими скорую медицинскую помощь от других видов медицинской помощи, являются:
- безотлагательный характер её предоставления в случаях оказания экстренной медицинской помощи и отсроченный — при неотложных состояниях (неотложная медицинская помощь);
- безотказный характер её предоставления;
- бесплатный порядок оказания СМП;
- диагностическая неопределённость в условиях дефицита времени;
- выраженная социальная значимость.

Условия оказания скорой медицинской помощи:
- вне медицинской организации (по месту вызова бригады, а также в транспортном средстве при медицинской эвакуации);
- амбулаторно (в условиях, не предусматривающих круглосуточного медицинского наблюдения и лечения);
- стационарно (в условиях, обеспечивающих круглосуточное наблюдение и лечение).

### Основные функции
Скорую медицинскую помощь оказывают гражданам при состояниях, требующих срочного медицинского вмешательства (при несчастных случаях, травмах, отравлениях и других состояниях и заболеваниях). В частности, станции (отделения) скорой медицинской помощи осуществляют:
- круглосуточное оказание своевременной и качественной медицинской помощи в соответствии со стандартами медицинской помощи заболевшим и пострадавшим, находящимся вне лечебно-профилактических учреждений, в том числе при катастрофах и стихийных бедствиях;
- осуществление своевременной транспортировки (а также перевозки по заявке медицинских работников) больных, в том числе инфекционных, пострадавших и рожениц, нуждающихся в экстренной стационарной помощи;
- оказание медицинской помощи больным и пострадавшим, обратившимся за помощью непосредственно на станцию скорой медицинской помощи, в кабинете для приёма амбулаторных больных;
- извещение муниципальных органов управления здравоохранением обо всех чрезвычайных ситуациях и несчастных случаях в зоне обслуживания станции скорой медицинской помощи;
- обеспечение равномерного комплектования выездных бригад скорой медицинской помощи медицинским персоналом по всем сменам и полное обеспечение их согласно примерному перечню оснащения выездной бригады скорой медицинской помощи.

Наряду с этим служба скорой медицинской помощи может осуществлять транспортировку донорской крови и её компонентов, а также транспортировку узких специалистов для проведения экстренных консультаций.
Служба скорой медицинской помощи проводит научно-практическую (в России действует ряд научно-исследовательских институтов скорой и неотложной медицинской помощи), методическую и санитарно-просветительскую работу.

### Формы территориальной организации
- Центральная городская (районная или единая региональная (краевая/областная) — в некоторых регионах России) станция с районными (межмуниципальными) подстанциями скорой медицинской помощи в своём составе.
- Отделение скорой медицинской помощи, в том числе как структурное подразделение центральной городской станции скорой помощи и/или региональной (республики в составе РФ, краевой или областной) либо центральной городской (районной) больницы.
- Больница скорой медицинской помощи — как самостоятельная структура, так и структурное подразделение Центральной городской (региональной) станции скорой медицинской помощи.
- Отделение экстренной медицинской помощи — на базе региональных, районных и городских больниц.

## Станция скорой медицинской помощи

Станция «Скорой помощи» у соборной площади в Орвието

Станцию скорой медицинской помощи возглавляет главный врач. В зависимости от категории той или иной станции скорой помощи и объёма её работы он может иметь заместителей по медицинской, административно-хозяйственной, технической части и по гражданской обороне и чрезвычайным ситуациям.
Наиболее крупные станции в своём составе имеют различные отделы и структурные подразделения.
Станция скорой медицинской помощи может работать в 2 режимах — повседневном и в режиме чрезвычайной ситуации. В режиме чрезвычайной ситуации руководство станцией переходит к Региональному центру медицины катастроф.

### Оперативный отдел
Самым крупным и важным из подразделений больших станций скорой помощи является оперативный отдел. Именно от его организованности и распорядительности зависит вся оперативная работа станции. Отдел ведёт переговоры с лицами, вызывающими скорую помощь, принимает вызов или отказывает в нём, передаёт наряды для исполнения выездным бригадам, контролирует местонахождение бригад и санитарного автотранспорта. В состав подразделения входят:
- старший дежурный врач (старший врач смены) руководит дежурным персоналом оперативного отдела и станции, то есть всей оперативной деятельностью станции. Только старший врач может принять решение об отказе в приёме вызова тому или иному лицу. Само собой разумеющееся, этот отказ должен быть мотивированным и обоснованным. Старший врач ведёт переговоры с выездными врачами, врачами поликлинических и стационарных лечебно-профилактических учреждений, а также с представителями органов следствия и правопорядка и службами экстренного реагирования (пожарными, спасателями и пр). Все вопросы, связанные с оказанием экстренной медицинской помощи, решает старший дежурный врач;
- старший диспетчер руководит работой диспетчерской, управляет диспетчерами по направлениям, подбирает карточки, группируя их по районам поступления и по срочности выполнения, затем он вручает их подчинённым диспетчерам для передачи вызовов на районные подстанции, являющиеся структурными подразделениями центральной городской станции скорой помощи, а также следит за местонахождением выездных бригад;
- диспетчер по направлениям осуществляет связь с дежурным персоналом центральной станции и районных и специализированных подстанций, передаёт им адреса вызовов, контролирует местонахождение санитарного автотранспорта, время работы выездного персонала, ведёт учёт исполнения вызовов, делая соответствующие записи в карточках учёта вызова;
- диспетчер по госпитализации распределяет больных по стационарным лечебным учреждениям, ведёт учёт свободных мест в больницах;
- медицинские эвакуаторы (диспетчеры скорой помощи) принимают и ведут запись вызовов от населения, официальных лиц, органов правопорядка, служб экстренного реагирования и пр., заполненные карточки учёта вызова передают старшему диспетчеру, в случае возникновения какого-либо сомнения относительно того или иного вызова разговор переключают на старшего врача смены. По распоряжению последнего сообщают те или иные сведения в органы правопорядка и/или службы экстренного реагирования.

### Отдел госпитализации острых и соматических больных
Эта структура осуществляет перевозку больных и травмированных по заявкам (направлениям) врачей больниц, поликлиник, травмпунктов и заведующих здравпунктов, в стационарные лечебные учреждения, осуществляет распределение больных по больницам.
Это структурное подразделение возглавляется дежурным врачом, оно имеет в своём составе регистратуру и диспетчерскую службу, которая руководит работой фельдшеров, осуществляющих транспортировку больных и пострадавших.

### Отдел госпитализации рожениц и гинекологических больных
Это подразделение осуществляет как организацию оказания, непосредственно оказание экстренной медицинской помощи и госпитализацию, а также перевозку рожениц и больных с «острой» и обострением хронической «гинекологией». Он принимает заявки как от врачей поликлинических и стационарных лечебных учреждений, так и непосредственно от населения, представителей органов правопорядка и служб экстренного реагирования. Сюда из оперативного отдела же стекается информация об «экстренных» роженицах.
Наряды выполняются акушерскими (в состав входит фельдшер-акушер (или, попросту, акушер (акушерка)) и водитель) или акушерско-гинекологическими (в состав входит врач акушер-гинеколог, фельдшер-акушер (фельдшер или медсестра (медбрат)) и водитель), находящимися непосредственно на центральной городской станции или районных либо на специализированных (акушерско-гинекологических) подстанциях.
На этот отдел возлагается также обязанность по доставке консультантов в гинекологические отделения, отделения родовспоможения и родильные дома для проведения экстренных хирургических и реанимационных вмешательств.
Отделом руководит старший врач. В состав отдела также входят регистраторы и диспетчеры.

### Инфекционный отдел
Этот отдел занимается оказанием экстренной медицинской помощи при различных острых инфекциях и транспортировкой инфекционных больных. Он ведает распределением коек в инфекционных стационарах. Имеет свой транспорт и выездные бригады.

### Отдел медицинской статистики
Это подразделение ведёт учёт и разработку статистических данных, анализирует показатели работы центральной городской станции, а также районных и специализированных подстанций, входящих в её структуру.

### Отдел связи
Он осуществляет техническое обслуживание пультов связи, телефонов и радиостанций всех структурных подразделений центральной городской станции скорой помощи.

### Справочное бюро
Справочное бюро (справочный стол, стол справок) предназначается для выдачи справочной информации о больных и пострадавших, которым оказывалась скорая медицинская помощь и/или которые были госпитализированы бригадами скорой помощи. Подобные справки выдаются по специальному телефону «горячей линии» или при личном визите граждан и/или официальных лиц.

### Другие подразделения
Составной частью как центральной городской станции скорой помощи, так и районных и в специализированных подстанциях являются: хозяйственный и технические отделы, бухгалтерия, отдел кадров и аптека.
Непосредственную экстренную медицинскую помощь больным и пострадавшим оказывают выездные бригады как самой центральной городской станции, так и районных и специализированных подстанций.

## Подстанция скорой медицинской помощи
Районные (в городе) подстанции скорой медицинской помощи, как правило, размещаются в добротном здании. В конце 1970-х — начале 1980-х годов были разработаны типовые проекты станций и подстанций скорой медицинской помощи, которые предусматривают помещения для врачей, среднего медицинского персонала, шофёров, аптеки, хозяйственных нужд, раздевалки, душа и т. д.
Для размещения общепрофильных районных подстанций чаще всего выбирают густонаселённую часть города. Поскольку именно из этих мест и поступает больше всего обращений за помощью. Для освещения в тёмное время суток подъездных путей и ворот гаража устанавливаются мощные светильники.
В штат крупных районных подстанций входят заведующий, старшие врачи смен, старший фельдшер, диспетчер. дефектар, сестра-хозяйка, санитарки и выездной персонал: врачи, фельдшера, фельдшера-акушеры.
Заведующий осуществляет общее руководство подстанцией, контролирует и направляет работу выездного персонала. О своей деятельности отчитываются перед главным врачом центральной городской станции.
Старший врач смены подстанции осуществляет оперативное руководство подстанцией, замещает заведующего в отсутствие последнего, контролирует правильность поставленного диагноза, качество и объём оказанной экстренной медицинской помощи, организует и проводит научно-практические врачебные и фельдшерские конференции, способствует внедрению в практику достижений медицинской науки.
Старший фельдшер является руководителем и наставником среднего медицинского и обслуживающего персонала подстанции. В его обязанности входит:
- составление графика дежурств на месяц;
- ежедневное комплектование выездных бригад;
- ведение строгого контроля над правильной эксплуатацией дорогостоящей аппаратуры;
- обеспечение замены изношенного инвентаря новым;
- участие в организации снабжения медикаментами, бельём, мебелью;
- организация уборок и санаций помещений;
- контроль сроков стерилизации многоразового медицинского инструментария и инвентаря, перевязочного материала;
- ведение учёта рабочего времени персонала подстанции.

Наряду с производственными задачами в обязанности старшего фельдшера входят также обязанности участия в организации быта и досуга медицинского персонала, своевременного повышения его квалификации. Кроме того, старший фельдшер участвует в организации фельдшерских конференций.
Диспетчер подстанции принимает вызовы из оперативного отдела центральной городской станции, отделов госпитализации острых хирургических, хронических больных, отдела госпитализации рожениц и гинекологических больных и т. п., а затем в порядке очерёдности передаёт наряды выездным бригадам.
Перед началом смены диспетчер доводит до сведения оперативный отдел центральной станции о номерах автомобилей и персональных данных членов выездных бригад. Поступивший вызов диспетчер записывает на специальном бланке, вносит краткие сведения в базу данных диспетчерской службы и по селекторной связи приглашает бригаду на выезд. Контроль над своевременным выездом бригад также возложен на диспетчера. В ведении диспетчера находится резервный шкаф с медикаментами и инструментарием, которые он выдаёт бригадам по мере необходимости. Иногда люди за медицинской помощью обращаются непосредственно на подстанцию скорой помощи. В таких случаях диспетчер обязан пригласить врача или фельдшера (если бригада фельдшерская) очередной бригады, а в случае необходимости неотложной госпитализации такого пациента получить у диспетчера оперативного отдела наряд на место в больнице. По окончании дежурства диспетчер составляет статистическую справку о работе выездных бригад за прошедшие сутки. При отсутствии штатной единицы диспетчера подстанции или в случае, если это место будет вакантным по каким-либо причинам, его функции выполняет ответственный фельдшер очередной бригады.
Дефектар аптеки заботится о своевременном снабжении выездных бригад медикаментами и инструментарием. Ежедневно, перед началом смены и после каждого выезда бригады дефектар проверяет содержимое ящиков-укладок, пополняет их недостающими лекарственными препаратами. В его обязанности также входит стерилизация многоразового инструментария. Для хранения определённого нормативами запаса медикаментов, перевязочного материала, инструментария и оборудования под аптеку отводят просторное, хорошо проветриваемое помещение. При отсутствии должности дефектара или если его место по каким-либо причинам вакантно его обязанности возлагаются на старшего фельдшера подстанции.
Сестра-хозяйка ведает выдачей и получением белья для персонала и обслуживающего контингента, следит за чистотой инструментов, руководит работой санитарок.
Менее крупные и небольшие станции и подстанции имеют более простую организационную структуру, но выполняют аналогичные функции.

## Виды бригад скорой помощи и их назначение
Бригады скорой помощи разделяются на:
- общепрофильные (линейные),
- реанимационные, включая педиатрическую,
- специализированные, оказывающие экстренную медицинскую помощь по определённому профилю,
- неотложные.

Общепрофильные (линейные) бригады бывают фельдшерскими и врачебными.
На них возлагается функция оказания скорой медицинской помощи при неугрожающих жизни состояниях: скачки артериального давления и температуры, гипертонические и гипотонические кризы, сердечные приступы, обычные травмы и ожоги, «острый живот» и пр.
Кроме того, они оказывают помощь, в том числе по перевозке пострадавших, специализированным реанимационным бригадам скорой помощи в случае крупного пожара, массового ДТП или иной техногенной аварии или транспортной катастрофы.
Согласно существующим федеральным нормативам, общепрофильная фельдшерская выездная бригада скорой медицинской помощи включает либо двух фельдшеров и водителя-санитара, либо фельдшера, медицинскую сестру (медицинского брата) и водителя-санитара. Общепрофильная врачебная выездная бригада скорой медицинской помощи включает либо врача, фельдшера и водителя, либо врача, медицинскую сестру (медицинского брата) и водителя, либо врача, двух фельдшеров или фельдшера и медицинскую сестру (медицинского брата) и водителя-санитара.
Однако, как показывает практика, из-за хронической нехватки медицинского персонала на местах фельдшерская бригада чаще всего состоит только из одного фельдшера и водителя-санитара, а врачебная — врача (фельдшера исполняющего обязанности врача), фельдшера (медицинской сестры или медицинского брата) и водителя-санитара.
Для организации деятельности общепрофильной фельдшерской выездной бригады скорой медицинской помощи используется автомобиль скорой медицинской помощи класса «А» или «В». Для организации деятельности общепрофильной врачебной выездной бригады скорой медицинской помощи используется автомобиль скорой медицинской помощи класса «В».
Реанимационные, включая педиатрические, и специализированные бригады, бывают только врачебными.

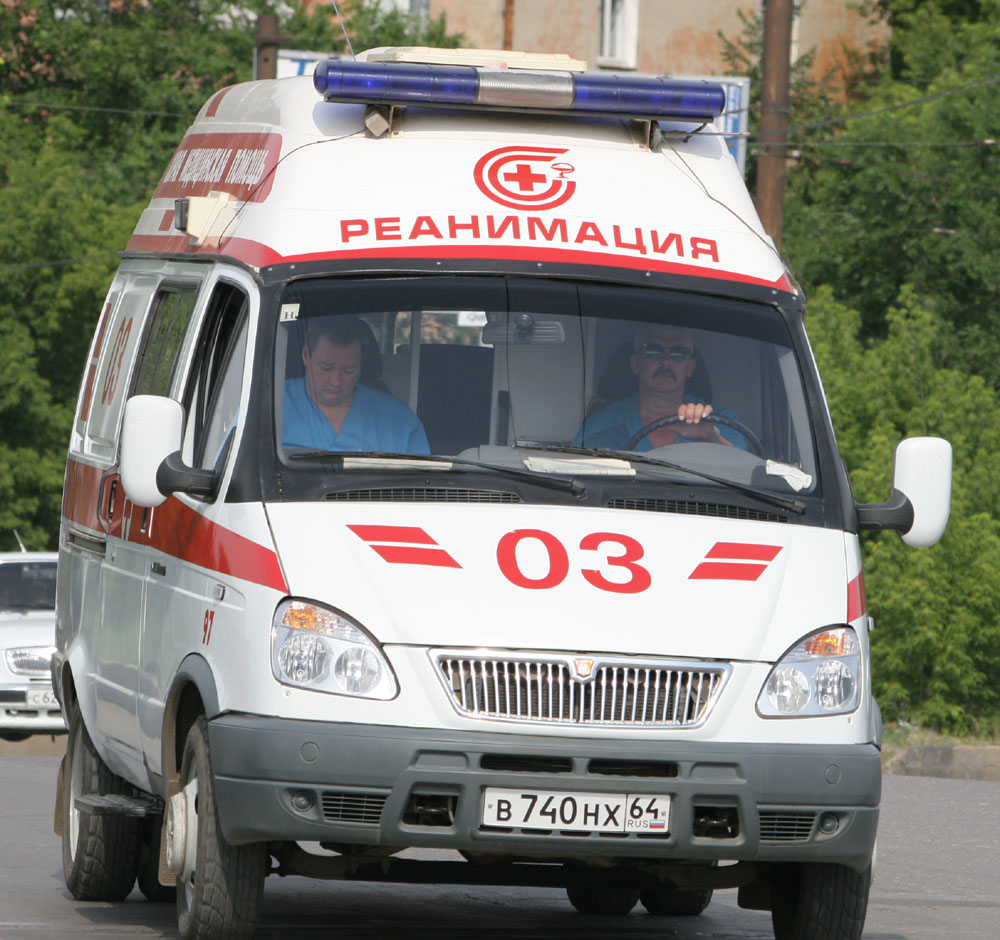
Реанимобиль на базе ГАЗ-32214 «Газель» (ездил по России вплоть до 2013 года, вскоре заменен на новый реанимобиль)

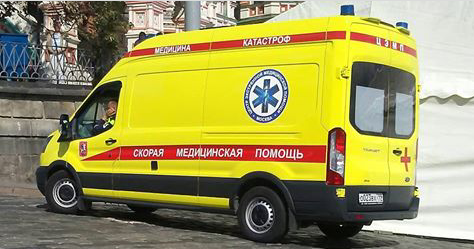
Машина «скорой помощи» в Москве

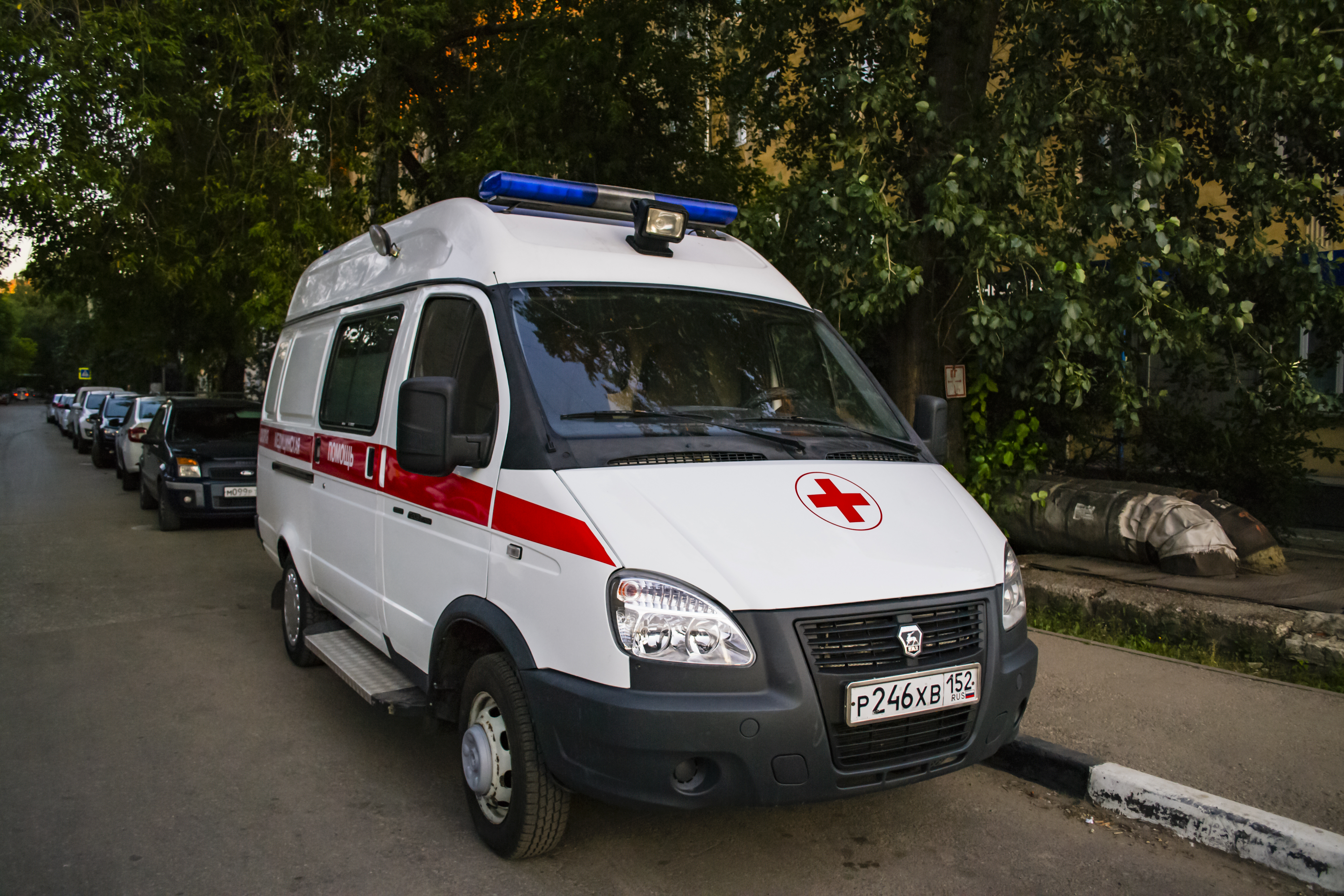
Машина «скорой помощи» в Нижнем Новгороде

Специализированные бригады непосредственно на месте происшествия и в машине скорой помощи проводят остановку кровотечения, трахеотомию, искусственное дыхание, непрямой массаж сердца, шинирование и другие неотложные мероприятия, а также выполняют необходимые диагностические исследования (снятие ЭКГ, определение протромбинового индекса, длительности кровотечения и др.). Санитарный транспорт в соответствии с профилем бригады скорой оснащен необходимой диагностической, лечебно-реанимационной аппаратурой и лекарственными средствами. Расширение объёма и совершенствование медицинской помощи на месте происшествия и при транспортировке увеличили возможности госпитализации ранее нетранспортабельных больных, позволили уменьшить число осложнений и смертельных исходов во время транспортировки больных и пострадавших в стационары.
Кроме того, специализированные бригады осуществляют лечебно-консультативные функции и оказывают помощь врачебным (фельдшерским) бригадам, а также участковым врачам районных поликлиник и фельдшерам заводских, фабричных и иных учрежденческих медпунктов.
Реанимационная бригада скорой медицинской помощи, она же бригада анестезиологии-реаниматологии, в том числе педиатрическая, включает врача-анестезиолога-реаниматолога или педиатра-анестезиолога-реаниматолога и двух фельдшеров или одного фельдшера и одну медицинскую сестру (медицинского брата) — анестезиста, или двух медицинских сестер (медицинских братьев) —- анестезистов и водителя-санитара. Для организации деятельности таких бригад скорой медицинской помощи используется автомобиль скорой медицинской помощи класса «С» соответствующего оснащения.
Специализированная психиатрическая бригада включает врача-психиатра, фельдшера или медицинскую сестру (медицинского брата), санитара и водителя-санитара. Для организации деятельности такой бригады используется автомобиль скорой медицинской помощи класса «В».
Специализированная педиатрическая бригада включает либо врача-педиатра, фельдшера или медицинскую сестру (медицинского брата) и водителя-санитара. Для организации деятельности такой бригады используется автомобиль скорой медицинской помощи класса «В».
Выездная экстренная консультативная бригада включает врача-специалиста отделения экстренной консультативной скорой медицинской помощи медицинской организации, фельдшера или медицинскую сестру (медицинского брата) и водителя-санитара. Для организации деятельности такой бригады используется автомобиль скорой медицинской помощи класса «С».
Авиамедицинская бригада включает не менее одного врача скорой медицинской помощи (либо иной общепрофильной специальности — терапевта или педиатра) или врача анестезиолога-реаниматолога, фельдшера и (или) медицинскую сестру (медицинского брата) — анестезиста. Для обеспечения оказания медицинской помощи пациенту во время медицинской эвакуации при необходимости в состав авиамедицинской бригады могут включаться иные врачи-специалисты.
Бригады неотложной медицинской помощи также бывают только врачебными, но состоят только из одного врача и водителя, прикреплены к городским, районным и/или иным местным поликлиникам и находятся на их балансе.
В некоторых крупных городах России и постсоветского пространства (в частности в Москве, Киеве и пр.) на службу скорой помощи возлагается также транспортировка останков погибших или умерших в общественных местах до ближайшего морга. Для этой цели на подстанциях скорой помощи существуют специализированные бригады (в народе они именуются «труповозки» или «катафалки») и специализированные автомобили с холодильными установками, в состав которых входят фельдшер и водитель-санитар. В менее крупных городах такие бригады прикреплены к городским моргам и находятся на их балансе.

## Больница скорой медицинской помощи

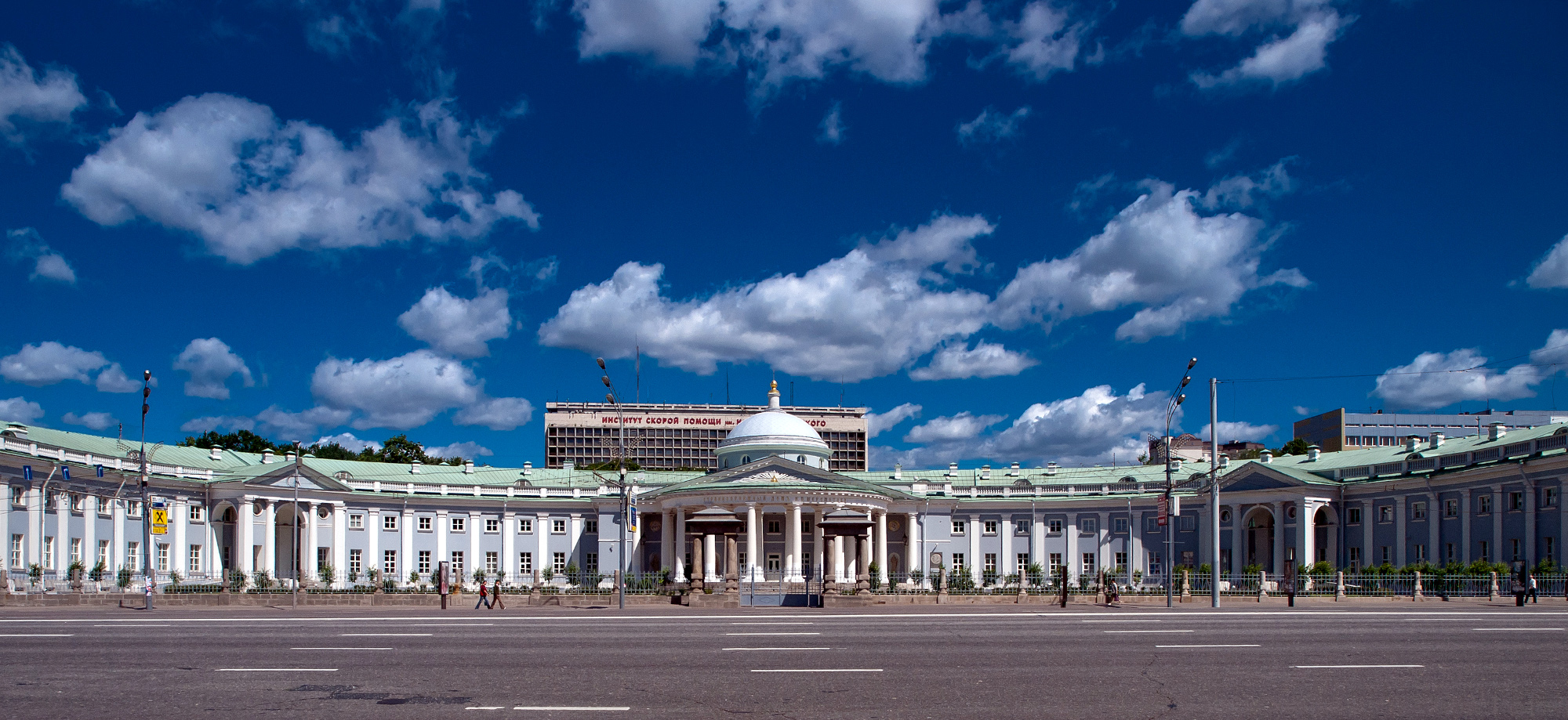
Институт скорой помощи имени Склифосовского на Большой Сухаревской площади в Москве.

Больница скорой медицинской помощи (БСМП) — комплексное лечебно-профилактическое учреждение, предназначенное для оказания в стационаре и на догоспитальном этапе круглосуточной экстренной медпомощи населению при острых заболеваниях, травмах, несчастных случаях и отравлениях. Основными задачами БСМП на территории обслуживания являются оказание экстренной медпомощи больным при угрожающих жизни состояниях, требующих реанимации и интенсивной терапии; осуществление организационно-методической и консультативной помощи лечебно-профилактическим учреждениям по вопросам организации экстренной медпомощи; постоянная готовность к работе в чрезвычайных условиях (массовые поступления пострадавших); обеспечение преемственности и взаимосвязи со всеми лечебно-профилактическими учреждениями города в оказании экстренной медпомощи больным на догоспитальном и госпитальном этапах; анализ качества экстренной медпомощи и оценка эффективности деятельности больницы и её структурных подразделений; анализ потребности населения в экстренной медпомощи.
Такие больницы организуются в крупных городах с населением не менее 300 тыс. жителей, их мощность — не менее 500 коек. Основными структурными подразделениями БСМП являются стационар со специализированными клиническими и лечебно-диагностическими отделениями и кабинетами; станция скорой медицинской помощи (Скорая медицинская помощь); организационно-методический отдел с кабинетом медицинской статистики. На базе БСМП могут функционировать городские (областные, краевые, республиканские) центры экстренной специализированной медпомощи. При ней организуется консультативно-диагностический дистанционный центр электрокардиографии для своевременной диагностики острых заболеваний сердца.
В таких крупных городах, как Москва и Санкт-Петербург, созданы и действуют НИИ Скорой и неотложной медицинской помощи (им. Н. В. Склифосовского — в Москве, им. И. И. Джанелидзе — в Санкт-Петербурге и др.), а также НИИ Неотложной детской хирургии и травматологии (Москва), которые помимо функций стационарных лечебных учреждений Скорой помощи, занимаются научно-исследовательской деятельностью и научной разработкой вопросов оказания скорой медицинской помощи.

## Отделение экстренной медицинской помощи
В российских стационарах сейчас создаются отделения экстренной медицинской помощи по образцу американских (в США они называются emergency rooms). Такие отделения уже существуют в Набережных Челнах, Краснодаре, Казани, Воронеже, Липецке и ряде других городов. Общая стоимость проекта оценивается в 500 миллионов рублей.

## Служба скорой медицинской помощи в сельских районах

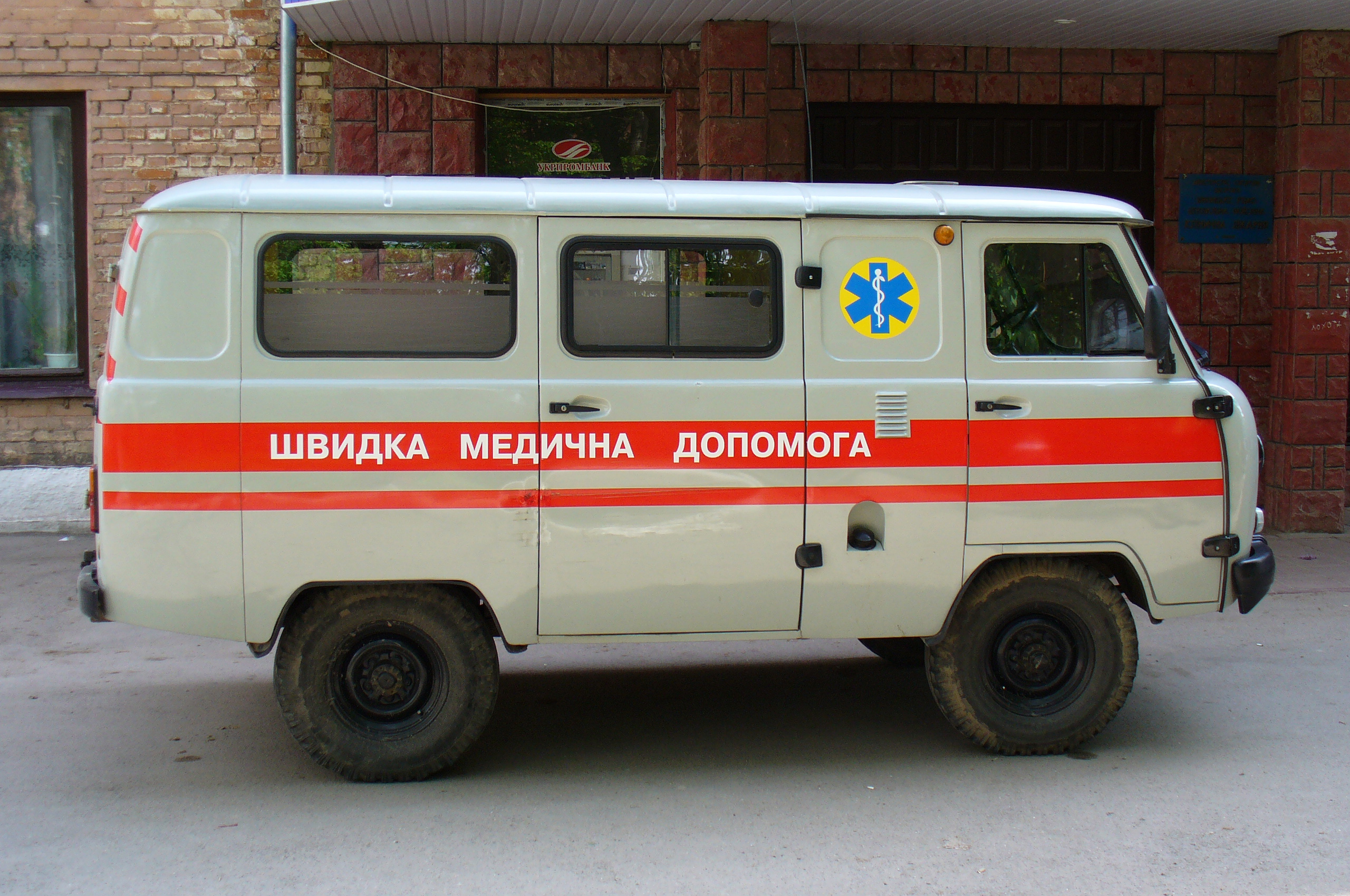
«Карета скорой помощи» на базе УАЗ-452

В населенных пунктах с численностью до 50 тысяч человек организуются отделения скорой медицинской помощи в составе городской, центральной районной или других больниц. В различных сельских районах работа службы скорой помощи строится по-разному, в зависимости от местных условий. В большинстве своём станции работают на правах отделения центральной районной больницы. Круглосуточно дежурят несколько санитарных автомобилей на базе УАЗ или ВАЗ-2131. Как правило, выездные бригады состоят преимущественно из фельдшера и водителя.
В ряде случаев, когда населённые пункты весьма удалены от районного центра, дежурные санитарные автомобили вместе с бригадами могут располагаться на территории участковых больниц и получать наряды по радиосвязи, телефону или посредством электронных средств связи, что пока ещё не везде доступно. Такая организация пробега машин в радиусе 40—60 км значительно приближает помощь к населению. Если село небольшое, а районный центр далеко, то, часто бывает, что роль фельдшера скорой помощи исполняет фельдшер, который заведует медпунктом в конкретном селе.

## Техническое оснащение станций
Оперативные отделы крупных станций оснащены специальными пультами связи, имеющими выход на городскую АТС. При наборе номера «03» со стационарного телефона или «103» со стационарного или мобильного телефона на пульте загорается лампочка и начинает звучать непрерывный звуковой сигнал. Эти сигналы заставляют медицинского эвакуатора переключить тумблер (или телефонный ключ), соответствующий светящейся лампочке. И в тот момент, когда переключается тумблер, пульт автоматически включает звуковую дорожку, на которую записывается весь разговор диспетчера скорой помощи с вызывающим абонентом.
На пультах существуют как «пассивные», то есть работающие только «на вход» (именно сюда попадают все звонки по номеру телефона «103»), так и активные каналы, работающие «на вход и на выход», а также каналы, которые напрямую связывают диспетчера с органами правопорядка (полиции) и службами экстренного реагирования, местными органами здравоохранения, больницами скорой и неотложной медицинской помощи и другими стационарными учреждения города и/или района.
Данные вызова записываются на специальном бланке и заносятся в базу данных, в которых обязательно фиксируются дата и время вызова. Заполненный бланк передаётся старшему диспетчеру.
В автомобилях скорой медицинской помощи устанавливаются ультракоротковолновые радиостанции для связи с диспетчерской. С помощью радиостанции диспетчер может вызвать любую машину скорой помощи и направить бригаду по нужному адресу. По ней же бригада связывается с диспетчерской с целью установления наличия свободного места в ближайшем стационаре для госпитализируемого пациента, а также в случае каких-либо чрезвычайных ситуаций.
С началом новой эры высоких технологий, начиная с 2008—2009 годов в целях реализации Постановления Правительства РФ от 25 августа 2008 года № 641 «Об оснащении транспортных, технических средств и систем аппаратурой спутниковой навигации ГЛОНАСС или ГЛОНАСС/GPS», «кареты скорой» стали также оснащаться техническими средствами навигации такими, как GPS/ГЛОНАСС-навигаторами. Кроме того, каждая бригада, помимо автомобильной радиостанции, оснащается также портативными (карманными) рациями.
При выезде из гаража фельдшер или водитель проверяет работоспособность радиостанций и навигационного оборудования и устанавливает связь с диспетчерской.
В оперативном отделе и на подстанциях оборудуют схемы улиц города и световое табло, показывающих наличие свободных и занятых автомобилей, а также их местонахождение.
Кроме средств спецсвязи и радиосвязи, станции (подстанции) оснащаются городскими стационарными телефонами и электронными средствами связи.

## Транспортные средства на службе скорой помощи

### Автомобиль скорой помощи

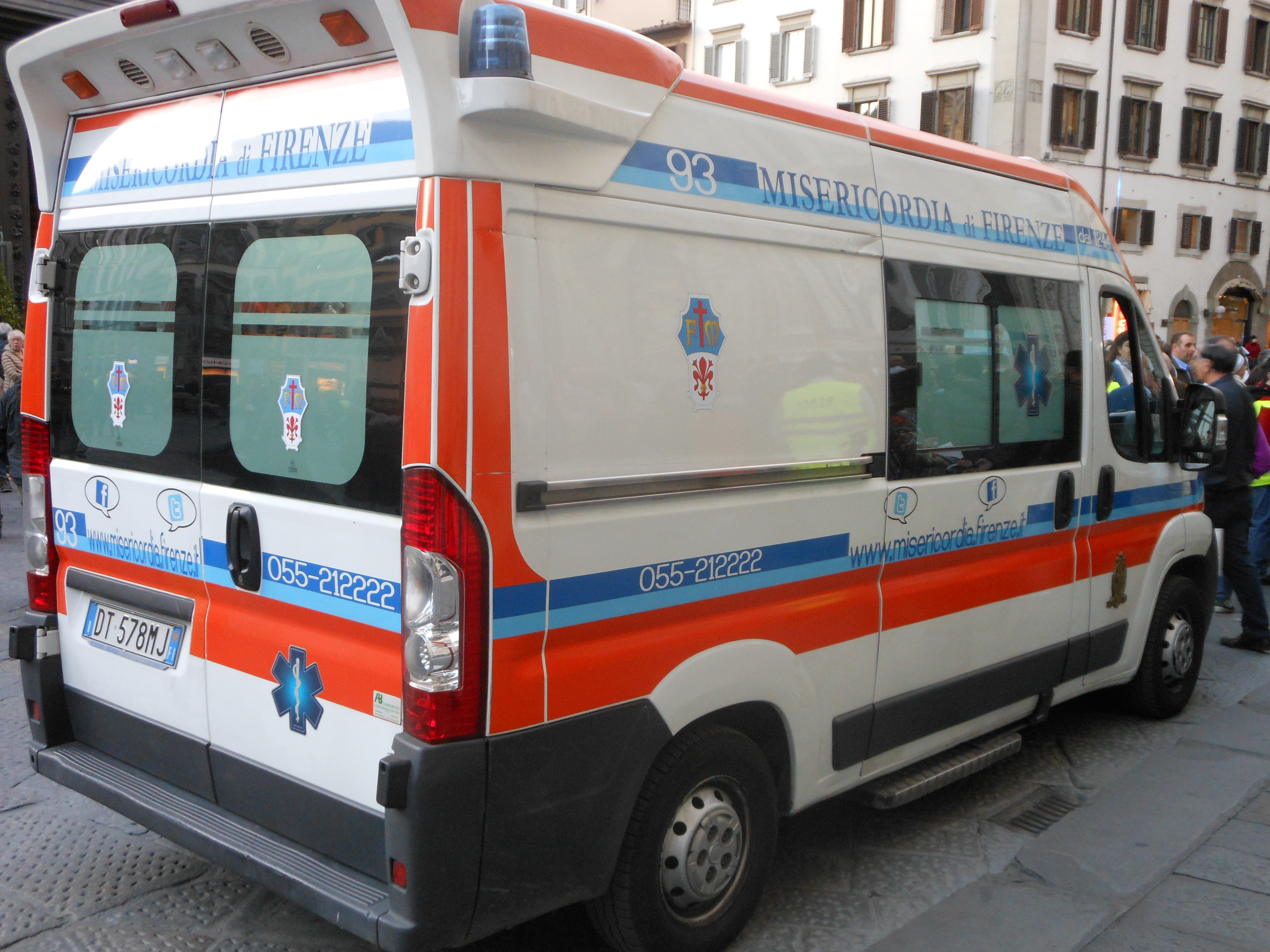
Автомобиль «Скорой помощи» во Флоренции, Италия. Ноябрь 2015.

Для перевозки пациентов используются специальные автомобили скорой помощи. Следуя по вызову, такие автомобили могут отступать от многих требований правил дорожного движения, например могут проезжать на красный сигнал светофора, или двигаться по односторонним улицам в запрещённом направлении, или ехать по встречной полосе или трамвайным путям, в тех случаях, когда движение по своей полосе движения невозможно из-за пробок. Применение специальных сигналов при этом (проблесковые маяки синего цвета и специальный звуковой сигнал) обязательно.
Линейная
Наиболее распространённая версия машины скорой помощи. Обычно в качестве линейной машины скорой помощи для линейных бригад используются базовые «ГАЗели» (ГАЗ-32214) и «Соболи» (ГАЗ-221172) с низкой крышей (в городах) или УАЗ-3962, УАЗ Хантер и ВАЗ-2131 (в сельской местности).

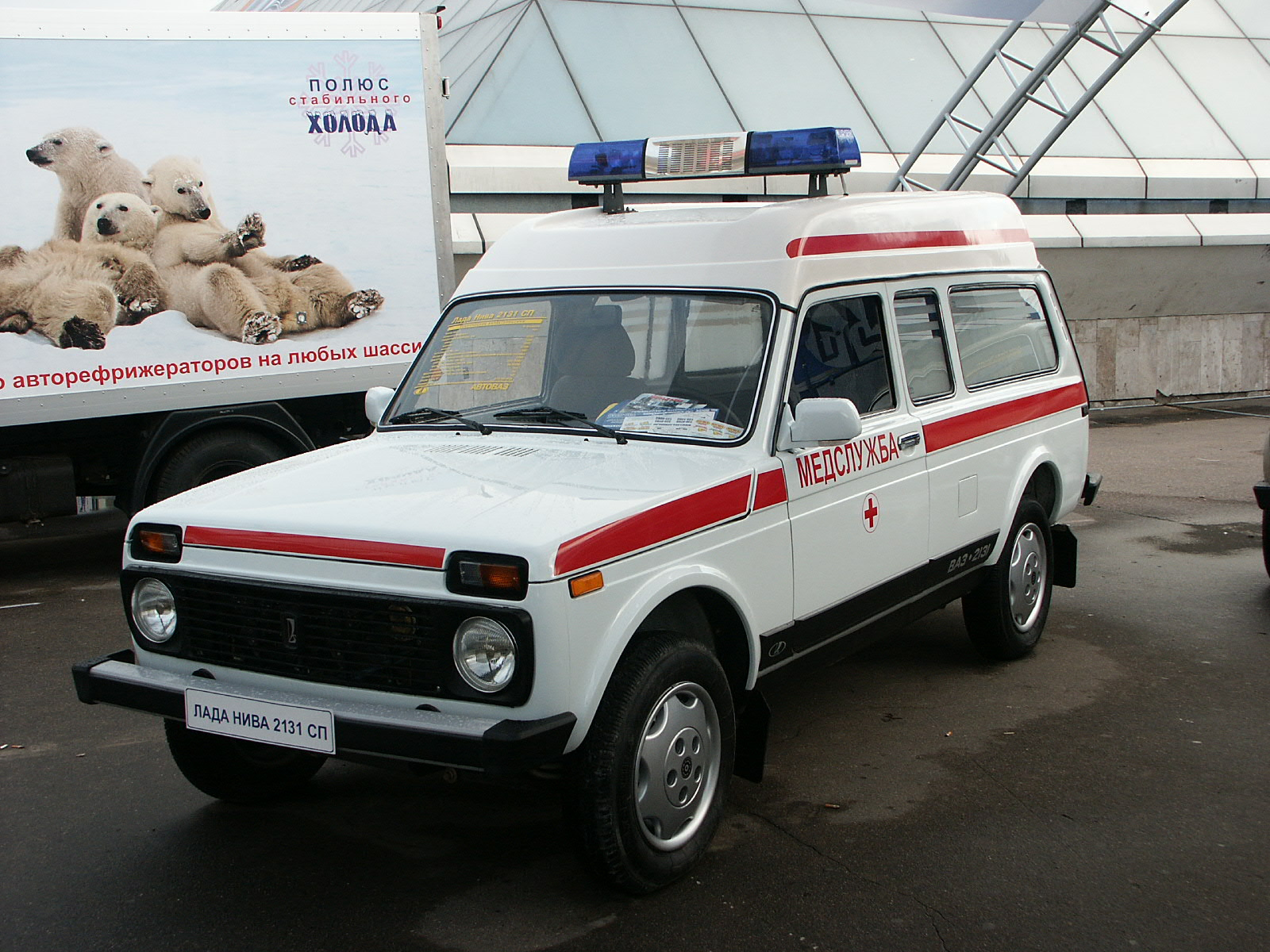
ВАЗ-2131СП

При этом в соответствии с европейскими нормами из-за недостаточных размеров салона («ГАЗели» — по высоте, остальные — по длине и высоте салона) эти машины могут использоваться лишь для перевозки пациентов, не нуждающихся в экстренной медицинской помощи (тип А). Соответствие основному европейскому типу В (машина неотложной помощи для базисного лечения, мониторинга (наблюдения) и транспортировки пациентов) соответственно требует несколько больших габаритов медицинского салона.
Специализированная (реанимобиль)
Специализированные бригады (бригады интенсивной терапии, реанимационные, кардиологические, неврологические, токсикологические) по Минздравовским приказам должны быть обеспечены «санитарным автомобилем скорой медицинской помощи класса „Реанимобиль“». Обычно это автомобили, создаваемые на базе микроавтобусов «ГАЗель», «Соболь», «Форд», «Мерседес» и «УАЗ», с высокой крышей (в принципе, соответствуют европейскому типу С — реанимационная машина, оборудованная для интенсивной терапии, мониторинга и перевозки пациентов), оборудование которых должно включать в себя, помимо указанного для обычных (линейных) машин скорой помощи, такие приборы и устройства, как портативный пульсоксиметр, транспортный монитор, дозированного внутривенного переливания лекарств (инфузоры и перфузоры), наборы для катетеризации магистральных сосудов, проведения люмбальной (спинномозговой) пункции и эндокардиальной (внутрисердечной) стимуляции, хирургический инструментарий.
Некоторые специализированные бригады могут также оснащаться дополнительными приборами, так неврологические бригады должны иметь эхоэнцефалоскоп (ультразвуковой сканер).
Назначение бригады определяется скорее не оснащением реанимобиля, а квалификацией её сотрудников и профилем заболеваний, по которому её используют.
Неонатальная (для новорождённых)
Основное отличие в оснащении машины для оказания помощи новорождённым — наличие специального бокса для новорождённого пациента — инкубатора (кювеза). Это сложное устройство, похожее на коробку с пластиковыми прозрачными открывающимися стенками, в котором поддерживается заданная температура и влажность, и с помощью которого врач может наблюдать за жизненно важными функциями ребёнка (то есть проводить мониторинг), а также при необходимости подключать аппарат искусственной вентиляции, кислород и прочие устройства, обеспечивающие выживание новорождённого или недоношенного ребёнка.
Обычно неонатологические машины «привязаны» к специализированным центрам по выхаживанию новорождённых. В Москве такие машины есть при ГКБ № 7, ГКБ № 8 и ГКБ № 13, в Санкт-Петербурге — при специализированном консультативном центре.
Акушерско-гинекологическая
В 2000-е годы на оснащении таких бригад появились автомобили, оборудованные и носилками (для матери), и специальным инкубатором/кювезой (для новорождённого).
Перевозка
Для транспортировки больного из больницы в больницу (например, для проведения какого-либо специального обследования) используются обычно т. н. «перевозки». Как правило, это наиболее изношенные и старые линейные машины. Иногда для этой цели используются «Волги». Более качественные машины могут использоваться организациями частной формы собственности, оказывающими скорую медицинскую помощь.
Катафалк
Специализированный фургон, предназначенный для перевозки трупов в морги. Рассчитан на перевозку 4 трупов на специальных носилках. Внешне машину можно отличить по отсутствию окон на кузове. Существуют также машины с фургоном, расположенным отдельно от кузова.
В менее крупных городах подобные бригады приписаны к городским моргам и находятся на их балансе.

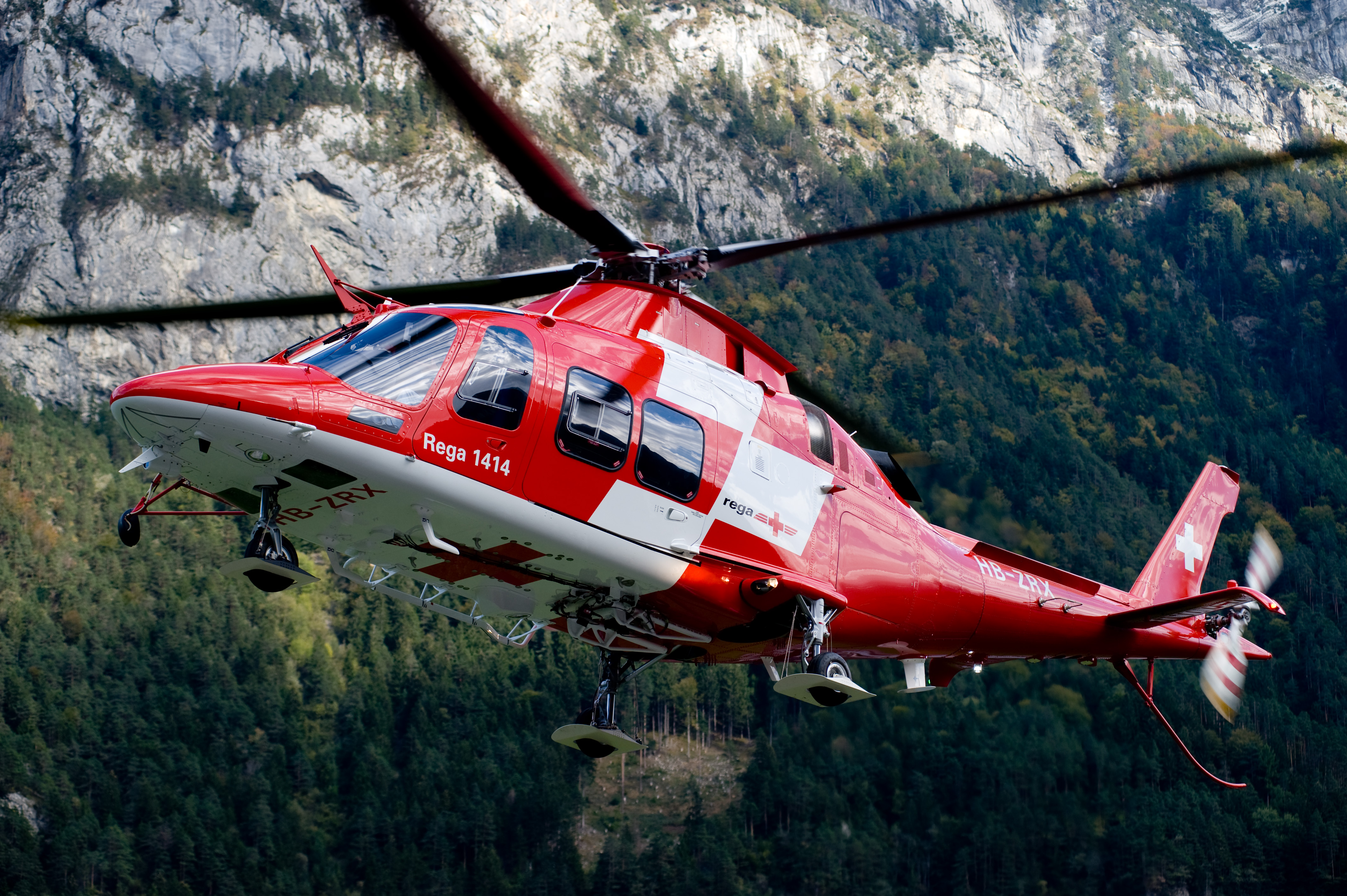
Спасательный вертолёт авиации Швейцарии.

### Авиатранспорт

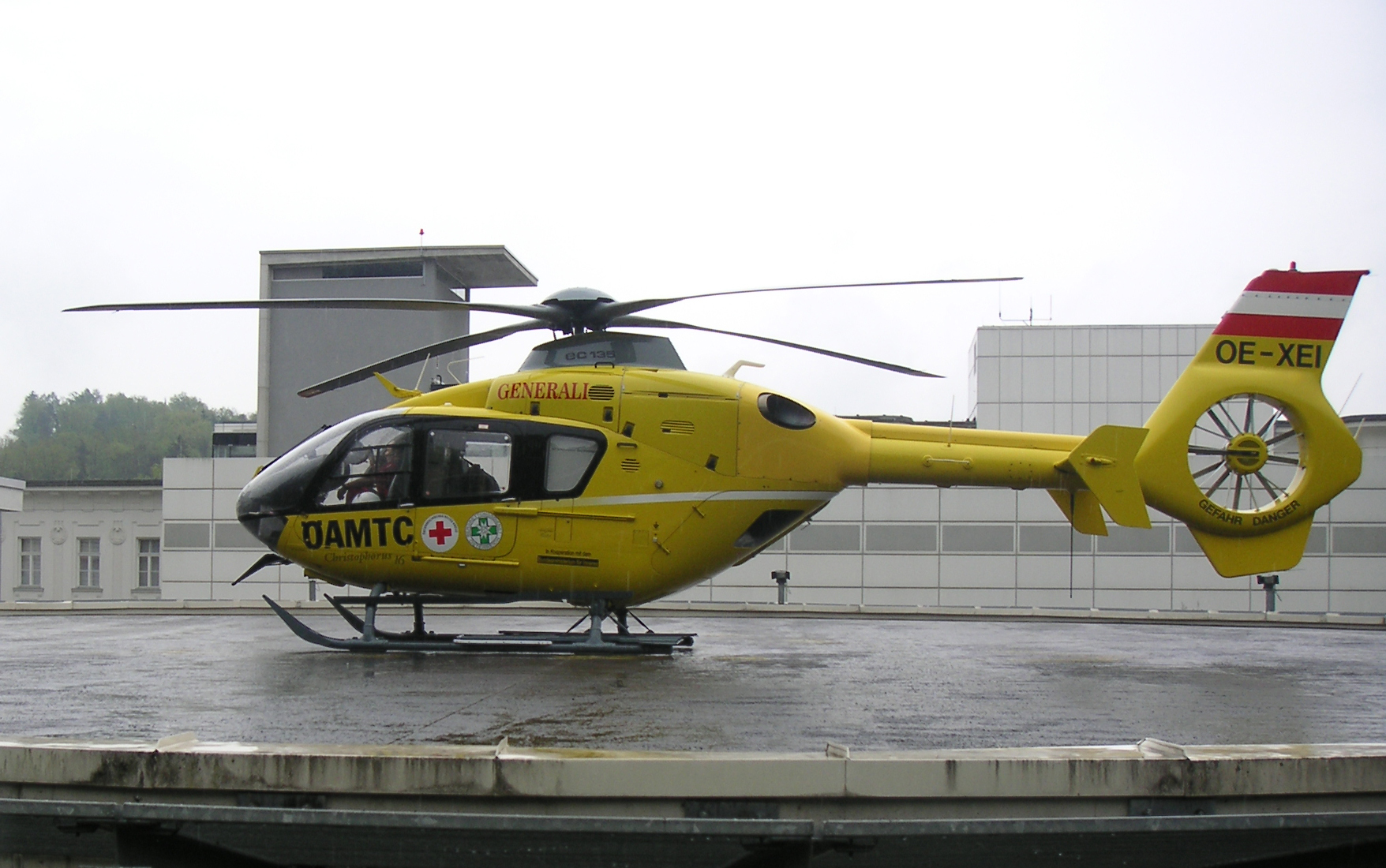
Санитарная авиация в Австрии

Также в качестве транспортных средств скорой помощи используются вертолёты и самолёты, особенно в районах с низкой плотностью населения (например, на западе Шотландии действует Emergency Medical Retrieval Service), либо, напротив, в городах, чтобы избежать автомобильных пробок.
Однако в России практически, за редким исключением, вся санитарная авиация сосредоточена в Службе медицины катастроф.

### Другие виды транспорта
В историческом аспекте и в современном мире известны случаи использования иных видов транспорта на службе скорой медицинской помощи, порой даже самые неожиданные.
Так, например, в крупных городах в годы Великой Отечественной войны, когда большая часть автомобильного транспорта, включая городские грузовики и автобусы, была мобилизована на фронт, а основным транспортом как пассажирским, так и грузовым стал трамвай, в качестве «карет скорой помощи», равно как и для иных медицинских перевозок использовался именно трамвай.
Санитарные поезда, курсировавшие тогда же вдоль фронтов, также условно можно отнести к транспортным средствам скорой помощи. Поскольку на них возлагались функции оказания экстренной медицинской помощи и транспортировки больных и раненых из прифронтовой зоны в тыловые госпитали.
На территории современной России в таёжных регионах Сибири и Дальнего Востока в качестве «карет скорой помощи» используются вездеходы, а на Чукотке и в некоторых других регионах Крайнего Севера не редки случаи, когда врач или фельдшер спешит к больному на оленьей упряжке.
Как в историческом прошлом, так и в современном настоящем в качестве транспортных средств скорой помощи нередко используются моторные лодки, катера, пароходы и теплоходы. Последние также известны под названием «морские (плавучие) госпитали».

## Финансирование деятельности
С 1 января 2013 года финансовое обеспечение скорой медицинской помощи осуществляется за счет средств обязательного медицинского страхования. В соответствии с действующим в России законодательством медицинская помощь в экстренной и неотложной форме оказывается бесплатно всем категориям граждан. Таким образом, даже в случае отсутствия полиса ОМС бригада скорой не оставит никого без помощи. Оплата услуг неотложки будет произведена из средств муниципального бюджета. Даже организации частной формы собственности, включенные в региональные реестры медицинских учреждений, работающих в системе ОМС, окажут услуги скорой помощи бесплатно либо по полису ОМС, либо за счет средств бюджета.
17 января 2013 года появилось сообщение о создании в Москве платной скорой помощи, которая должна начать работу с 1 февраля 2013 года. Первоначально таких бригад будет четыре. Стоимость вызова будет составлять от 5000 рублей.

## Контакты
В разных странах номер телефона, по которому можно было бы вызвать скорую помощь, различен.
- Россия — 03 (со стационарных телефонов и таксофонов), 103[32] (со стационарных телефонов с 27.01.2014, и сотовых телефонов) и/или 112 (МЧС).
- Белоруссия, Украина, Казахстан — 103, 112
- Латвия — 112
- Молдавия — 112
- С мобильного телефона в России и на постсоветском пространстве, а также во всех странах Европы со всех видов телефонов — 112 (Единый телефон Службы спасения)
- США — 911

Звонок бесплатный. Возможность дозвона до службы «скорой помощи», согласно действующему в большинстве стран мира законодательству о связи, должна быть обеспечена Оператором связи абоненту вне всякой зависимости от состояния лицевого счёта абонентского номера. Звонок с мобильного телефона на номера Единой службы спасения можно осуществить и без sim-карты.
Все звонки в крупных городах поступают в единую диспетчерскую центральной городской станции скорой помощи, оттуда они распределяются по районным подстанциям.